# Theodor Müller-Reuter
Theodor Müller-Reuter (* 1. September 1858 in Dresden; † 11. August 1919 ebenda) war ein deutscher Dirigent und Komponist der Romantik.

## Leben und Werk
Theodor Müller-Reuter war Schüler von Friedrich und Alwin Wieck im Fach Klavier sowie von Ernst Julius Otto und Ludwig Meinardus in Komposition. 1878 und 1879 studierte er am Hochschen Konservatorium in Frankfurt am Main bei Clara Schumann, Joachim Raff und Julius Stockhausen.
1879 wurde Theodor Müller-Reuter Lehrer für Klavier und Musiktheorie am Straßburger Konservatorium. 1887 übersiedelte er nach Dresden und wurde dort 1888 Dirigent des Männergesangvereins Orpheus, 1889 auch des Dresdener Orchestervereins und der Dressigsche Sing-Akademie. 1892 wurde er Lehrer am Königlichen Konservatorium. Von 1893 bis 1918 wirkte Müller-Reuter als Dirigent der Konzertgesellschaft Krefeld, ab 1902 war er zugleich Direktor des Städtischen Konservatoriums.
Theodor Müller-Reuter komponierte Klavierstücke und Klavieretüden, Lieder, Chorwerke, ein Klaviertrio D moll op. 19, eine Orchestersuite Auf dem Lande und zwei Opern (Ondolina, Straßburg 1883 und Der tolle Graf, Nürnberg 1887). Ferner bearbeitete er Werke von Johann Sebastian Bach, Franz Schubert und Johannes Brahms. Er verfasste das Lexikon der deutschen Konzertliteratur (Leipzig 1909, Nachtrag 1921) sowie Bilder und Klänge des Friedens, Musikalische Erinnerungen und Aufsätze (Leipzig 1919).